# NGC 7460
NGC 7460 est une galaxie spirale particulière située dans la constellation des Poissons. Sa vitesse par rapport au fond diffus cosmologique est de 2 816 ± 26 km/s, ce qui correspond à une distance de Hubble de 41,5 ± 2,9 Mpc (∼135 millions d'al). NGC 7460 a été découverte par l'astronome français Édouard Stephan en 1876.
La classe de luminosité de NGC 7460 est II et elle présente une large raie HI. Selon la base de données Simbad, NGC 7460 est une galaxie candidate au titre de galaxie active.
NGC 7460 renferme des régions d'hydrogène ionisé et, selon la base de données NASA/IPAC, forme une paire optique de galaxies avec NGC 7458. La distance de Hubble de NGC 7458 est égale à 68,88 ± 4,85 Mpc (∼225 millions d'al), ce qui signifie qu'elle est plus éloignée de nous que ne l'est NGC 7460 confirmant ainsi qu'il s'agit d'une paire purement optique.
À ce jour, cinq mesures non basées sur le décalage vers le rouge (redshift) donnent une distance de 49,580 ± 31,067 Mpc (∼162 millions d'al), ce qui est à l'intérieur des valeurs de la distance de Hubble en raison de l'incohérence de cet ensemble de mesure qui renferme un distane minimale de environ 31,067 (∼) et une distance maximale de environ 105,0 (∼). Notons de plus que c'est avec la valeur moyenne des mesures indépendantes, lorsqu'elles existent, que la base de données NASA/IPAC calcule le diamètre d'une galaxie et qu'en conséquence le diamètre de NGC 7460 pourrait être d'environ 21,6 kpc (∼70 500 al) si on utilisait la distance de Hubble pour le calculer.

## Classification de NGC 7460
Les bases de données NASA/IPAC et HyperLeda classifient cette galaxie comme une spirale barrée, mais aucune barre n'est visible sur l'image obtenue des données du relevé SDSS. La classification de spirale ordinaire par le professeur Seligman et par Wolfgang Steinicke semble mieux décrire cette galaxie.

## Supernova
La supernova SN 2003gk a été découverte dans NGC 7460 le 1er juillet 2003 par J. Graham et W. Li dans le cadre du programme LOTOSS de l'observatoire Lick. D'une magnitude apparente de 17,1 au moment de sa découverte, elle était de type Ib.